# Bakoumba
Bakoumba è un centro abitato del Gabon, situato nella provincia di Haut-Ogooué.